# Natalia Dicenta
Natalia Dicenta Herrera (Madrid, 6 de julio de 1962) es una actriz, cantante y presentadora española.

## Teatro, cine y televisión
Hija de los también actores Lola Herrera y Daniel Dicenta, nieta del actor Manuel Dicenta y bisnieta del dramaturgo Joaquín Dicenta y de la actriz Consuelo Badillo, es continuadora de una larga saga artística familiar. Su primera aparición en televisión fue a la temprana edad de doce años, en 1974, dejando patente su talento como intérprete en las grabaciones de Seis personajes en busca de autor de Luigi Pirandello, Verano y humo de Tennessee Williams perteneciente a la serie de dramáticos El teatro de Televisión Española al estilo del clásico Estudio 1. En 1975 interpretó el papel de Selma niña en la novela de Televisión Española dedicada a la Premio Nobel de Literatura de 1909 Selma Lagerlöf. En 1981 intervino en la película Función de noche dirigida por Josefina Molina.
Comenzó a convertirse en un rostro habitual de la televisión, participando en los clásicos Historias para no dormir o los dramáticos de Estudio 1. Pronto despuntó en el panorama teatral nacional, gracias a su sólida formación y a sus impecables cualidades expresivas. Reclamada por los mejores directores del momento, encadenó de forma continuada a lo largo de los años 80 éxitos como Antígona (1983) de Sófocles, Diálogo secreto (1984) de Antonio Buero Vallejo, Las amargas lágrimas de Petra von Kant (1985-1986) de Fassbinder, Fuenteovejuna (1986) de Lope de Vega, Invierno de luna alegre (1989) de Paloma Pedrero o Por los pelos (1989) de Paul Pörtner, entre otros. Su gran versatilidad la convirtió en una imprescindible de la escena española en repertorio tanto clásico como contemporáneo, demostrando una solvencia artística que se vio ampliamente aplaudida por crítica y público en los años 90 con su participación en ¡Ay Carmela! (1990) de José Sanchís Sinisterra, Tú y yo somos tres (1991/1992) de Enrique Jardiel Poncela, Eva al desnudo de Mary Orr (1992-1994), Después de la lluvia (1996) de Sergi Belbel o Un tranvía llamado deseo (1993-1994) de Tennessee Williams.
A lo largo de sus más de 35 años de carrera, ha participado en múltiples series de ficción, entre las que destacan Robles, investigador privado (2001) o Fuera de lugar (2008), además de apariciones en la mayoría de las series de la época dorada de la ficción española. En cine, destacan sus papeles en Propiedad privada (2006) dirigida por Ángeles Muñiz nominada a los premios Goya 2007, Mujeres en el parque (2006), El florido pensil (2002) y Zapping (1999), pero sobre todo su desconocida faceta como actriz de voz, habiendo aportado su personal calidad vocal a Entre las piernas (1999), Al límite (1997), En brazos de la mujer madura (1997), Un paraguas para tres (1992) y a las adaptaciones cinematográficas de la popular novelista Almudena Grandes, Malena es un nombre de tango (1996) y la en su momento polémica Las edades de Lulú (1990).
Su éxito continuó, destacando entre sus trabajos la adaptación teatral en (2006) de Solas, la premiada película de Benito Zambrano, la producción de Calixto Bieito junto con el Festival de Mérida Los persas (2007-2008) o su último y apoteósico éxito en el papel de Judy Garland de Al final del arcoíris de Peter Quilter (2011-2012), que durante dos años estuvo girando por los teatros de toda España y en el que Dicenta combinó lo mejor de sus dos facetas artísticas como actriz y cantante.

## Judy Garland yAl final del arcoíris

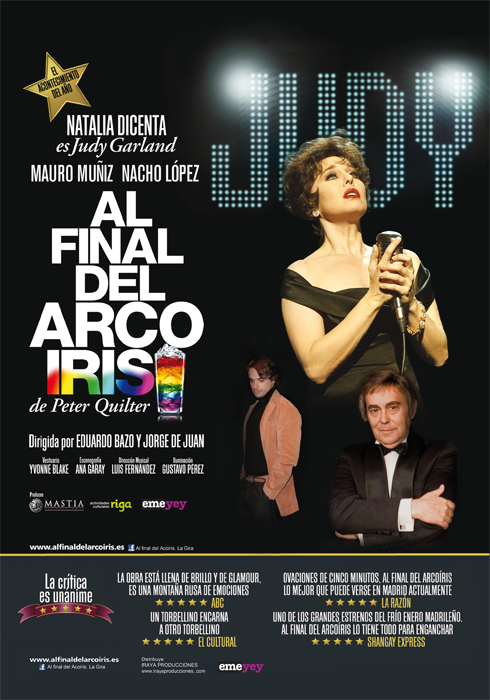

En 2010, Eduardo Bazo y Jorge de Juan pusieron en marcha en España una compleja y exigente adaptación del montaje original de un espectáculo que retrata los últimos días de la explosiva y emocional artista Judy Garland. Escrito por el dramaturgo Peter Quilter, había sido representado en Sídney, en el West End londinense y en Broadway por la camaleónica y aclamada Tracy Bennett y la selección del cast español exigía poder contar con una actriz de primera calidad que, además, fuera una cantante consolidada, versátil y técnicamente competente para asumir una interpretación muy exigente no sólo en lo teatral sino también en lo musical y con un dominio prácticamente bilingüe del inglés dado que todo el repertorio de la función es interpretado en sus versiones originales. Dicenta fue la primera y definitiva opción para esta producción de Mastia Producciones y Riga distribuida por Iraya Producciones, una de las versiones mundiales del espectáculo más apreciadas por el propio autor por la sobresaliente calidad del equipo artístico.
Tras meses de desarrollo, ensayos y preparación, la Judy Garland española encarnada por Dicenta se subió por primera vez al escenario de Al final del arcoíris el 21 de enero de 2011 en el Teatro Marquina, revelándose como una gran sorpresa para la temporada cultural de Madrid que tanto la prensa especializada como la generalista calificó unánimemente como "Sobrecogedora" (César Vidal), "Ha nacido una estrella: es un asombro y auténtico animal escénico" (Jesús Mariñas), "Potente, evocadora, estremecedora y radiante voz, la obra que por fin encumbra el talento como actriz completa de una intérprete todoterreno" (Jorge Berlanga). El público masivo descubrió gracias a la producción española de Al final del arcoíris que la exquisita actriz, pletórica de talento y en su máxima cota de expresividad y recursos artísticos, era además una genuina y emocionante cantante, con una carrera en su faceta musical tan intensa como en la teatral pero prácticamente desconocida por el gran público hasta entonces.
Al final del arcoíris se ha convertido en uno de los espectáculos más memorables de la escena española, manteniéndose en cartel durante los años 2011 y 2012 con una gira que, tras el cierre de temporada en Madrid el 22 de mayo de 2011, recorrió los teatros de cabecera de toda la geografía española con más de 200 funciones y una cobertura de prensa poco habitual en los últimos tiempos para un espectáculo teatral.

## Lo tuyo es puro teatro: ha nacido una cantante

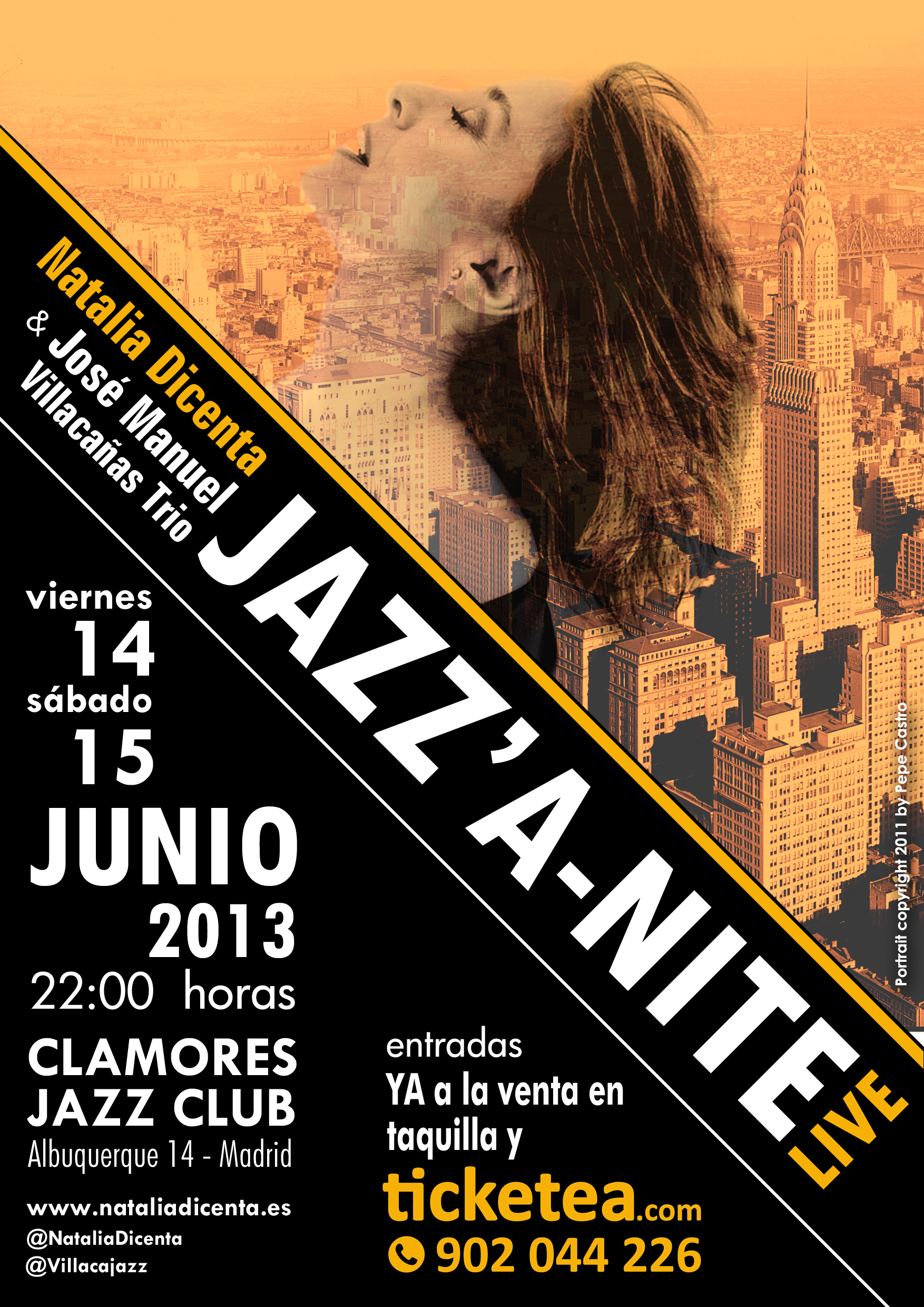

Desde 1998 y hasta el año 2000, Natalia Dicenta se embarcó en un proyecto pionero de la televisión. Tomando prestado el título del conocido bolero homónimo popularizado por La Lupe, Lo tuyo es puro teatro fue, a lo largo de tres temporadas, el magazine más premiado en la historia de Televisión Española dedicado a las artes escénicas, ofreciendo al público, por primera vez de la mano de una profesional de la escena, la revista audiovisual más completa del sector musical y teatral español de la época.
Además de las entrevistas y reportajes presentados y conducidos por la actriz, el programa incluía breves segmentos dramatizados así como piezas cantadas por la propia Natalia Dicenta acompañada al piano por el maestro Vicente Borland a modo de apuntes musicales relacionados con los espectáculos de la semana. Estas interpretaciones musicales en directo llamaron la atención de Nanye Blázquez, consejero-delegado del Café Central de Madrid, que sorprendió a la actriz con la inesperada propuesta para debutar como cantante en el escenario del Central con una serie de catorce conciertos consecutivos que repasen lo mejor del repertorio presentado en el programa Lo tuyo es puro teatro.
Natalia Dicenta se incorporó así oficialmente al mundo profesional de la música el 4 de octubre de 1999 dentro del ciclo conmemorativo del XVII aniversario de uno de los templos europeos del jazz, el estándar y el teatro musical, que en 31 años de historia ha programado más de 10 000 conciertos y ha contado con los mejores músicas y artistas del panorama mundial: Tete Montoliu, Randy Weston, Barry Harris, Art Farmer, Houston Pearson, Chano Domínguez, Pedro Iturralde, George Adams, Don Pullen o Danny Richmond, entre otros muchos.

## Carrera musical y discografía
Desde 1999, y siempre compaginando su carrera musical con sus ininterrumpidas producciones teatrales, Natalia Dicenta ha figurado en los carteles de las mejores convocatorias especializadas del jazz, del standard, del blues y del teatro musical: Festival de Jazz de Pamplona, Madrid EnCanto, Clásicos en Alcalá, Festival de Jazz de Madrid, Ciclo de Jazz de la UNED, CompluJazz, Festival de Jazz de Ezcaray, Ciclo Voces del Jazz de la Fundación Juan March, Ávila a la luz de las velas o el ciclo Música bajo la luna, entre otros. Además, desde 1998 se hizo habitual en las salas y clubes de jazz de Madrid (Calle 54, Bogui Jazz, Clamores, Café Central, Contraclub, BarCo, entre otras) acompañada por el Vicente Borland Quartet y, desde 2011, por el José Manuel Villacañas Trio, sumando más de 300 conciertos desde su debut en 1998.
Tras su participación en la primera edición del festival Madrid EnCanto en 2001, en la que fue apadrinada en lo musical por Miguel Bosé y compartía cartel con Pedro Guerra, Luis Pastor y Martirio, Natalia Dicenta fue invitada a Italia por la diva de la canción italiana Ornella Vanoni para grabar en conjunto el álbum Sin miedo (Sensa paura, 2001), que se mantiene inédito y aún no ha sido publicado. El track list del álbum está compuesto por:
| Track | Título            | Autor                                                |
| ----- | ----------------- | ---------------------------------------------------- |
| 1     | Dulce de nata     | Luis Pastor                                          |
| 2     | Quién fuera...    | Silvio Rodríguez                                     |
| 3     | Sin miedo         | Vinícius de Moraes - Toquinho - Sergio Bardotti      |
| 4     | Alma con alma     | Juanito Márquez                                      |
| 5     | Estrella naciente | Mogol - Mario Lavezzi                                |
| 6     | Como nossos pais  | Belchior                                             |
| 7     | Alfiler de noche  | P. Susaeta                                           |
| 8     | Isla (tango)      | Ryuichi Sakamoto                                     |
| 9     | Imágenes          | Frank Domínguez                                      |
| 10    | Música            | Ornella Vanoni - Sergio Bardotti - Maurizio Fabrizio |
| 11    | Paisajes          | Luis Pastor                                          |

En 2002, se subió al escenario del Teatro Pavón para la grabación en directo del álbum  Canalla pa'bien de Clara Montes, producido y arreglado por Nacho Mañó de Presuntos Implicados y en el que compartía micrófono con artistas de la talla de Arcángel, Shuarma (exElefantes), Josele Santiago de Los Enemigos y la propia Clara Montes, con la que grabó una de las piezas más carismáticas de su repertorio, la exquisita Soneto de la luna (Canalla pa' bien, 2002).
En 2010, y tras ocho intensos años de producciones teatrales y conciertos en directo, grabó su primer álbum en solitario, Colours, un trabajo que combina jazz, standars, boleros y musical compuesto por doce temas y arreglado y producido por la propia Dicenta y Vicente Borland. La publicación del álbum, prevista para ese mismo año, se vio necesariamente retrasada por el inicio de la producción en España de Al final del arcoíris, que mantuvo ocupada la agenda de la actriz y cantante durante dos años. El track list del álbum está compuesto por:
| Track | Título                    | Autor                                                             |
| ----- | ------------------------- | ----------------------------------------------------------------- |
| 1     | For Once in My Life       | Ron Miller - Orlando Murden                                       |
| 2     | The Way You Look Tonight  | Jerome Kern - Dorothy Fields                                      |
| 3     | Funny (Not Much)          | Hughie Prince, Robert Merrill, Marcia Neil, Philip Broughton      |
| 4     | Fly me to the Moon        | Bart Howard                                                       |
| 5     | Just for a Thrill         | Lil Hardin Armstrong                                              |
| 6     | Almost Like Being in Love | Frederick Loewe - Alan Jay Lerner                                 |
| 7     | Blackbird                 | Lennon/McCartney                                                  |
| 8     | Just the Way You Are      | Billy Joel                                                        |
| 9     | Alma con Alma             | Juanito Márquez                                                   |
| 10    | Summertime                | George Gershwin - DuBose Heyward - Dorothy Heyward - Ira Gershwin |
| 11    | Work It Out               | Vicente Borland                                                   |
| 12    | La gloria eres tú         | José Antonio Méndez                                               |

A finales de 2010, volvió al estudio para la grabación del álbum Dear Judy, un trabajo compuesto por diez temas que recoge y amplía el repertorio de Judy Garland interpretado en directo en la producción española de Al final del arcoiris. El álbum, cuya distribución está prevista a partir de enero de 2011 para acompañar el estreno y la gira de Al final del arcoíris, sufrió un inesperado retraso y se mantiene inédito en España en formato físico, aunque ha sido liberado en formato digital. El track list del álbum está compuesto por:
| Track | Título                                        | Autor                                  |
| ----- | --------------------------------------------- | -------------------------------------- |
| 1     | When You're Smiling                           | Larry Shay - Mark Fisher - Joe Goodwin |
| 2     | You Made Me Love You (I Didn't Want to Do It) | James V. Monaco - Joseph McCarthy      |
| 3     | For Once in My Life                           | Ron Miller - Orlando Murden            |
| 4     | Zing! Went the Strings of My Heart            | James F. Hanley                        |
| 5     | The Man That Got Away                         | Harold Arlen - Ira Gershwin            |
| 6     | Come Rain Or Come Shine                       | Harold Arlen - Johnny Mercer           |
| 7     | Stormy Weather                                | Harold Arlen - Ted Koehler             |
| 8     | By Myself                                     | Arthur Schwartz - Howard Dietz         |
| 9     | Over the Rainbow                              | Harold Arlen - Yip Harburg             |
| 10    | Get Happy                                     | Harold Arlen - Ted Koehler             |

En julio de 2013, se lanzó a nivel internacional el álbum Colours en todas las tiendas digitales y, en octubre de 2013, se lanzó también en formato físico, seguido de una gira de presentación por toda España.

## Trayectoria como actriz

### Teatro
- Última edición de Eduardo Galán y Gabriel Olivares (2013-2015).
- Al final del arcoíris de Peter Quilter (2011-2012), interpretando a Judy Garland, dirigida por Eduardo Bazo y Jorge de Juan
- Los persas - Réquiem por un soldado (2007-2008), de Pau Miró y Calixto Bieito, dirigida por Calixto Bieito y producido por el Festival del Teatro Romano de Mérida.
- La sutil voz del silencio (2007).
- Solas (2006), de Benito Zambrano dirigida por José Carlos Plaza.
- Misoginia (2003), de Eduardo Soto, dirigida por Eduardo Bazo.
- Educando a Rita (1998), de Willy Russell, dirigida por Josu Ormaetxe.
- A bocados (1997), de Antonio Álamo, Rafael Gordón and Charo González. Dirigida por Maxi Rodríguez.
- Después de la lluvia (1996), de Sergi Belbel, con Maribel Verdú, Amparo Larrañaga y Luis Merlo, dirigida por Sergi Belbel.
- La zapatera prodigiosa (1994), de Federico García Lorca, dirigida por Luis Olmos.
- Un tranvía llamado deseo (1993-1994), de Tennessee Williams con Pedro Mari Sánchez y Ana Marzoa, dirigida por José Tamayo.
- Eva al desnudo (1992-1994), de Mary Orr, dirigida por Ángel García Moreno.
- El arrogante español (1991), de Lope de Vega, dirigida por Cayetano Luca de Tena.
- Tú y yo somos tres (1991/92), de Enrique Jardiel Poncela, dirigida por Ángel Ruggiero.
- Don Juan Tenorio (1991), de José Zorrilla, dirigida por Gustavo Pérez Puig.
- ¡Ay Carmela! (1990), de José Sanchís Sinisterra, dirigida por José Luis Gómez.
- Por los pelos (1989), de Paul Pörtner, dirigida por Pere Planella.
- Invierno de luna alegre (1989), de Paloma Pedrero, con Juanjo Menéndez.
- Fuenteovejuna (1986), de Lope de Vega, dirigida por Antonio Guirao.
- Bajarse al moro (1986), de José Luís Alonso de Santos, dirigida por Gerardo Malla.
- Las amargas lágrimas de Petra von Kant (1985-1986), de Fassbinder, con Lola Herrera, Amelia de la Torre, Nuria Carresi y Victoria Vera, dirigida por Manuel Collado.
- Diálogo secreto (1984), de Antonio Buero Vallejo, con Lola Cardona y dirigida por Gustavo Pérez Puig.
- El día de gloria (1983-1984), de Franciso Ors, dirigida por Ángel García Moreno.
- Antígona (1983), con Fernando Delgado y Ana Marzoa, dirigida por Santiago Paredes.

### Filmografía
- Propiedad privada cortometraje (2006)
- Mujeres en el parque (2006)
- La monja (2005)
- Cásate conmigo, Maribel (2002)
- ¡Hasta aquí hemos llegado! (2002)
- El florido pensil (2002)
- Pasos de baile (The Dancer Upstairs) (2002), como Marina
- Gatos cortometraje (2002)
- Zapping (1999)
- Entre las piernas (1999) (voz)
- Grandes ocasiones (1998)
- Al límite (1997) (voz)
- En brazos de la mujer madura (1997) (voz)
- Malena es un nombre de tango (1996) (voz)
- Un paraguas para tres (1992)
- Las edades de Lulú (1990) (voz)
- Función de noche (1981)

### Programas de televisión
- Lo tuyo es puro teatro (1998-2000).
- La mandrágora (2005-2007).

### Ficción en televisión
- Entrevías (2023-presente), como Maica
- El internado: Las Cumbres (2021-2023), como Mara Pellicer
- Vota Juan (2019), como Arantza
- Lex (2008), como Raquel Bretón
- Fuera de lugar (2008), como Marta
- 7 vidas (2003), como Teresa
- El comisario (2002), como Paula Serrano
- Robles, investigador (2001), como Charo
- La casa de los líos (1997), como Patricia
- Pasen y vean (1997)
- ¡Ay, Señor, Señor! (1995), como Berta
- Prohibido en otoño (1989) - Primera función, TVE
- Champagne complex (1989) - Primera función, TVE
- La dama del alba (1989) - Primera función, TVE
- Nunca se sabe (1986)
- Media naranja (1986)
- El baile de los ladrones (1983) - La Comedia, TVE
- Lecciones de tocador (1983)
- Historias para no dormir (1982)
- La mamma (1983) - Estudio 1 TVE.
- El amante complaciente (1982) - Estudio 1, TVE.
- Ocho mujeres (1980) - Estudio 1 TVE.
- Verano y humo de Tennessee Williams (1974) - El Teatro, TVE.
- Seis personajes en busca de autor de Luigi Pirandello (1974) - El Teatro, TVE.

## Palmarés como actriz
- Nominada como Mejor Actriz a los Premios Max de las Artes Escénicas, Fotogramas de Plata, Ercilla y Telón Chivas por Solas (2006)
- Mejor Actriz, Premio Max de las Artes Escénicas (1998), por A bocados.
- Mejor Actriz, Fotogramas de Plata' (1994), por La zapatera prodigiosa.
- Mejor Actriz, Premio de la Unión de Actores (1994), por Un tranvía llamado deseo.
- Mejor Actriz, Asociación de Espectadores de Reus (1991), por Ay, Carmela.
- Mejor Actriz, Premio Ercilla (1987), por Bajarse al moro.

## Discografía
| Álbumes de estudio - 2001: Sensa paura con Ornella Vanoni - 2011: Al final del arcoiris - 2013: Colours Álbumes en directo - 2002 - Canalla pa´bien (en directo, Teatro Pavón de Madrid) - Soneto de la luna con Clara Montes - EMI Odéon (España) |

## Conciertos y festivales destacados
- 2013 - Festival Ellas Crean (Madrid).
- 2012 - Música bajo la luna - Conciertos al aire libre (Melilla).
- 2011 - Cursos de verano de la UIMP - Cortázar y el jazz - Palacio de la Magdalena (Santander).
- 2011 - Ávila a la luz de las velas - Claustro de los Reyes del Monasterio de Santo Tomás (Ávila).
- 2010 - SegoJazz Festival de Jazz de Segovia 9.ª edición.
- 2010 - Festival Ellas Crean (Madrid).
- 2010 - Ciclo Voces clásicas del Jazz - Fundación Juan March (Madrid).
- 2009 - Festival Internacional de Jazz de Madrid.
- 2009 - Festival de Jazz de Ezcaray - Parque Tenorio (Ezcaray).
- 2009 - Festival de Jazz CompluJazz - Jardín botánico de la UCM (Madrid).
- 2007 - Jornadas de Jazz de la UNED - Patio de la Escuela de Arte (Melilla).
- 2003 - Festival Internacional de Jazz de Madrid.
- 2003 - Festival Clásicos en Alcalá - Teatro del Picadero (Alcalá de Henares, Madrid).
- 2001 - Festival Madrid EnCanto - Teatro Albéniz (Madrid).
- 2000 - Festival de Jazz de Pamplona - Teatro Gayarre (Pamplona).
- 1999 - 14 noches en el Central - Ciclo conmemorativo del XVII aniversario - Café Central (Madrid).